# Westdowns
Westdowns – osada w Anglii, w Kornwalii. Leży 79 km na północny wschód od miasta Penzance i 338 km na zachód od Londynu.